# Argentina Open 2015 - Qualificazioni singolare
Le qualificazioni del singolare dell'Argentina Open 2015 sono state un torneo di tennis preliminare per accedere alla fase finale della manifestazione. I vincitori dell'ultimo turno sono entrati di diritto nel tabellone principale. In caso di ritiro di uno o più giocatori aventi diritto a questi sono subentrati i lucky loser, ossia i giocatori che hanno perso nell'ultimo turno ma che avevano una classifica più alta rispetto agli altri partecipanti che avevano comunque perso nel turno finale.

## Teste di serie
1. Facundo Bagnis (qualificato)
2. Facundo Argüello (qualificato)
3. Roberto Carballés Baena (secondo turno)
4. Marco Cecchinato (qualificato)

1. Guido Pella (primo turno)
2. Nicolás Jarry (primo turno)
3. Marco Trungelliti (primo turno)
4. Gonzalo Lama (secondo turno)

## Qualificati
1. Facundo Bagnis
2. Facundo Argüello

1. Andrés Molteni
2. Marco Cecchinato

## Tabellone

### Legenda
| - Q = Qualificato - WC = Wild card - LL = Lucky loser | - ALT = Alternate - SE = Special Exempt - PR = Protected Ranking | - w/o = Walkover - r = Ritirato - d = Squalificato |

### Sezione 1
|  | Primo turno | Primo turno            | Primo turno            | Primo turno | Primo turno |  |  | Secondo turno | Secondo turno    | Secondo turno    | Secondo turno   | Secondo turno |   |   | Ultimo turno | Ultimo turno   | Ultimo turno | Ultimo turno | Ultimo turno |  |
|  |             |                        |                        |             |             |  |  |               |                  |                  |                 |               |   |   |              |                |              |              |              |  |
|  | 1           | Facundo Bagnis         | Facundo Bagnis         | 6           | 6           |  |  |               |                  |                  |                 |               |   |   |              |                |              |              |              |  |
|  |             | Luciano Doria          | Luciano Doria          | 1           | 0           |  |  | 1             | Facundo Bagnis   | 4                | 6               | 6             |   |   |              |                |              |              |              |  |
|  |             | Juan Pablo Paz         | Juan Pablo Paz         | 4           | 4           |  |  |               | Agustín Velotti  | 6                | 2               | 4             |   |   |              |                |              |              |              |  |
|  |             | Agustín Velotti        | Agustín Velotti        | 6           | 6           |  |  |               |                  |                  |                 |               |   |   | 1            | Facundo Bagnis | 7            | 5            | 6            |  |
|  |             | Gianluigi Quinzi       | Gianluigi Quinzi       | 6           | 6           |  |  |               |                  |                  | Thiago Monteiro | 5             | 7 | 2 |              |                |              |              |              |  |
|  |             | Rogério Dutra da Silva | Rogério Dutra da Silva | 4           | 4           |  |  |               | Gianluigi Quinzi | Gianluigi Quinzi | 3               | 4             |   |   |              |                |              |              |              |  |
|  |             | Thiago Monteiro        | 7                      | 3           | 6           |  |  |               | Thiago Monteiro  | Thiago Monteiro  | 6               | 6             |   |   |              |                |              |              |              |  |
|  | 5           | Guido Pella            | 6(1)                   | 6           | 2           |  |  |               |                  |                  |                 |               |   |   |              |                |              |              |              |  |

### Sezione 2
|  | Primo turno | Primo turno        | Primo turno        | Primo turno | Primo turno |  |  | Secondo turno | Secondo turno    | Secondo turno    | Secondo turno    | Secondo turno |   |   | Ultimo turno | Ultimo turno     | Ultimo turno | Ultimo turno | Ultimo turno |  |
|  |             |                    |                    |             |             |  |  |               |                  |                  |                  |               |   |   |              |                  |              |              |              |  |
|  | 2           | Facundo Argüello   | Facundo Argüello   | 6           | 6           |  |  |               |                  |                  |                  |               |   |   |              |                  |              |              |              |  |
|  |             | Franco Feitt       | Franco Feitt       | 1           | 1           |  |  | 2             | Facundo Argüello | Facundo Argüello | 6                | 3             |   |   |              |                  |              |              |              |  |
|  |             | Kim Young-seok     | 6                  | 3           | 6(7)        |  |  |               | Hugo Dellien     | Hugo Dellien     | 3                | 1r            |   |   |              |                  |              |              |              |  |
|  |             | Hugo Dellien       | 1                  | 6           | 7           |  |  |               |                  |                  |                  |               |   |   | 2            | Facundo Argüello | 4            | 6            | 6            |  |
|  | WC          | Juan Ignacio Iliev | Juan Ignacio Iliev | 1           | 0           |  |  |               |                  |                  | Andrea Collarini | 6             | 2 | 1 |              |                  |              |              |              |  |
|  |             | Guilherme Clezar   | Guilherme Clezar   | 6           | 6           |  |  |               | Guilherme Clezar | Guilherme Clezar | 5                | 3             |   |   |              |                  |              |              |              |  |
|  |             | Andrea Collarini   | Andrea Collarini   | 6           | 7           |  |  |               | Andrea Collarini | Andrea Collarini | 7                | 6             |   |   |              |                  |              |              |              |  |
|  | 6           | Nicolás Jarry      | Nicolás Jarry      | 3           | 5           |  |  |               |                  |                  |                  |               |   |   |              |                  |              |              |              |  |

### Sezione 3
|  | Primo turno | Primo turno             | Primo turno             | Primo turno             | Primo turno |  |  | Secondo turno | Secondo turno           | Secondo turno    | Secondo turno    | Secondo turno |   |    | Ultimo turno | Ultimo turno   | Ultimo turno | Ultimo turno | Ultimo turno |  |
|  |             |                         |                         |                         |             |  |  |               |                         |                  |                  |               |   |    |              |                |              |              |              |  |
|  | 3           | Roberto Carballés Baena | Roberto Carballés Baena | 6                       | 6           |  |  |               |                         |                  |                  |               |   |    |              |                |              |              |              |  |
|  |             | Hernán Casanova         | Hernán Casanova         | 2                       | 1           |  |  | 3             | Roberto Carballés Baena | 2                | 6                | 6(4)          |   |    |              |                |              |              |              |  |
|  |             | Andrés Molteni          | 6                       | 3                       | 6           |  |  |               | Andrés Molteni          | 6                | 4                | 7             |   |    |              |                |              |              |              |  |
|  |             | Pedro Cachín            | 1                       | 6                       | 4           |  |  |               |                         |                  |                  |               |   |    |              | Andrés Molteni | 2            | 7            | 0            |  |
|  |             | Matías Rodolfo Buchhass | Matías Rodolfo Buchhass | Matías Rodolfo Buchhass | 2r          |  |  |               |                         |                  | Filippo Volandri | 6             | 5 | 0r |              |                |              |              |              |  |
|  |             | Filippo Volandri        | Filippo Volandri        | Filippo Volandri        | 3           |  |  |               | Filippo Volandri        | Filippo Volandri | 6                | 6             |   |    |              |                |              |              |              |  |
|  | WC          | Mauricio Pérez Mota     | Mauricio Pérez Mota     | 3                       | 3           |  |  | 8             | Gonzalo Lama            | Gonzalo Lama     | 0                | 3             |   |    |              |                |              |              |              |  |
|  | 8           | Gonzalo Lama            | Gonzalo Lama            | 6                       | 6           |  |  |               |                         |                  |                  |               |   |    |              |                |              |              |              |  |

### Sezione 4
|  | Primo turno | Primo turno         | Primo turno       | Primo turno | Primo turno |  |  | Secondo turno | Secondo turno       | Secondo turno    | Secondo turno   | Secondo turno   |   |      | Ultimo turno | Ultimo turno     | Ultimo turno     | Ultimo turno | Ultimo turno |  |
|  |             |                     |                   |             |             |  |  |               |                     |                  |                 |                 |   |      |              |                  |                  |              |              |  |
|  | 4           | Marco Cecchinato    | Marco Cecchinato  | 6           | 6           |  |  |               |                     |                  |                 |                 |   |      |              |                  |                  |              |              |  |
|  | WC          | Martín Rondina      | Martín Rondina    | 0           | 2           |  |  | 4             | Marco Cecchinato    | Marco Cecchinato | 7               | 6               |   |      |              |                  |                  |              |              |  |
|  |             | Cristian Garín      | Cristian Garín    | 6           | 3           |  |  |               | Cristian Garín      | Cristian Garín   | 5               | 1               |   |      |              |                  |                  |              |              |  |
|  |             | Martín Alund        | Martín Alund      | 3           | 0r          |  |  |               |                     |                  |                 |                 |   |      | 4            | Marco Cecchinato | Marco Cecchinato | 6            | 7            |  |
|  |             | Juan Miguel Matute  | 3                 | 7           | 2           |  |  |               |                     |                  | Guillermo Durán | Guillermo Durán | 1 | 6(0) |              |                  |                  |              |              |  |
|  | WC          | Francisco Bahamonde | 6                 | 5           | 6           |  |  | WC            | Francisco Bahamonde | 0                | 6               | 3               |   |      |              |                  |                  |              |              |  |
|  |             | Guillermo Durán     | Guillermo Durán   | 6           | 6           |  |  |               | Guillermo Durán     | 6                | 4               | 6               |   |      |              |                  |                  |              |              |  |
|  | 7           | Marco Trungelliti   | Marco Trungelliti | 3           | 1           |  |  |               |                     |                  |                 |                 |   |      |              |                  |                  |              |              |  |